# Markvartice (ort i Tjeckien, Ústí nad Labem)
Markvartice är en ort i Tjeckien.   Den ligger i regionen Ústí nad Labem, i den norra delen av landet, 80 km norr om huvudstaden Prag. Markvartice ligger 251 meter över havet och antalet invånare är 591.
Terrängen runt Markvartice är kuperad söderut, men norrut är den platt. Markvartice ligger nere i en dal. Runt Markvartice är det ganska tätbefolkat, med 54 invånare per kvadratkilometer. Närmaste större samhälle är Děčín, 9,9 km väster om Markvartice. Omgivningarna runt Markvartice är en mosaik av jordbruksmark och naturlig växtlighet.